# 사직터널
사직터널(社稷터널)은 서울특별시 종로구 사직동에 위치한 약 160m의 터널이다. 독립문사거리와 사직단 사이에 있다.
서울특별시는 서울시미래유산으로 종로구 사직로 2길 일대의 사직터널을 선정하였다.

## 접속 노선
- 사직로

## 근처 정보
- 독립문역
- 사직공원
- 경희궁